# Indische dwergooruil
De Indische dwergooruil (Otus bakkamoena) is een vogel uit de familie van de uilen (Strigidae). 

## Kenmerken
Het is een van de grotere dwergooruilen (23 tot 25 cm). 

## Voortplanting
De Indische dwergooruil nestelt in boomholtes. Het legsel bestaat uit 3 tot 5 eieren.

## Verspreiding
Deze soort komt in Pakistan, India en Sri Lanka en telt vier ondersoorten:
- O. b. deserticolor: zuidelijk Pakistan.
- O. b. gangeticus: noordwestelijk India en Nepal.
- O. b. marathae: centraal India.
- O. b. bakkamoena: zuidelijk India en Sri Lanka.

## Status
De grootte van de populatie is niet gekwantificeerd maar de soort wordt omschreven als wijdverspreid en plaatselijk algemeen. Op de Rode lijst van de IUCN heeft deze soort de status niet bedreigd.